# Beedenbostel
Beedenbostel község Németországban, Alsó-Szászországban, a Cellei járásban. Lakosainak száma 1001 fő (2023. december 31.).

## Földrajza
Beedenbostel Lachendorf és Eldingen községekkel határos.